# Vampyromorpha
Vampyromorpha zijn een orde van weekdieren binnen de klasse van de Cephalopoda (inktvissen).

## Familie
De volgende familie is bij de orde ingedeeld:
- Vampyroteuthidae Thiele in Chun, 1915